# Polydora blakei
Polydora blakei är en ringmaskart som beskrevs av Maciolek 1984. Polydora blakei ingår i släktet Polydora och familjen Spionidae. Inga underarter finns listade i Catalogue of Life.